# Borisovo
Borisovo (Russisch: Борисово ) is een station aan de Ljoeblinsko-Dmitrovskaja-lijn van de Moskouse metro. Het station is genoemd naar het gelijknamige dorp dat in 1960 door Moskou werd geannexeerd. 

## Geschiedenis
In de plannen voor de lijn van eind jaren 80 van de twintigste eeuw was het station opgenomen onder de naam Bratejevo, het dorp dat in de meander van de Moskva ten oosten van het station lag. In 1996 werd door een besluit van het stadsbestuur de naam gewijzigd in Borisovo, tegelijkertijd werd de naam Bratejevo toegekend aan het te bouwen eindpunt van lijn 2 dat tot dan toe als station Industrieterrein in de plannen stond. Uiteindelijk is dit laatste station onder de naam Alma-Atinskaja geopend en heeft het naast gelegen depot de naam Bratejevo gekregen. 
Het radiostation Echo van Moskou meldde, met een beroep op persbureau RIA Novosti, dat per 1 januari 2011 de naam Kazachstani aan het station zou worden toegekend. In ruil hiervoor zou de metro van Alma-Ata een station met de naam Moskovskaja krijgen.
De naamswijziging werd echter niet uitgevoerd.  In de haalbaarheidsstudie van 1988 lag het station onder de bedding van de Gorodnja die overkluisd zou worden.  In de periode 1993 – 1996 begon aannemer Prototonnelstroi aan de bouw en boorde tunnelboormachine Polina, van het Canadese bedrijf Lovat, 190 meter van de oostelijke tunnel onder de Moskva richting Marino. In september 1998 werd de bouw stopgezet om financiële redenen. In maart 2004 werd de inmiddels afgekeurde tunnelboormachine opgetakeld. Na een revisie, waarbij roest werd verwijderd, en een schilderbeurt werd de machine naar SUE Kazmetrostroi verscheept voor de bouw van de metro van Kazan.

## Bouw
In 2008 werden de bouwwerkzaamheden hervat echter 40 meter ten noorden van de Gorodnja. De uiterwaarden van de Gorodnja waren inmiddels tot natuurgebied verklaard en van overkluizing kon geen sprake meer zijn. Transinzjstroi werd de nieuwe aannemer die op 17 oktober 2008 aan de slag ging met het boren van de tunnelbuizen onder de Moskva. Tunnelboormachine Svetlana van Herrenknecht boorde vanaf Marino naar het zuiden, zustermachine Vera nam de andere buis voor haar rekening. Op 9 en 10 november 2009 zijn respectievelijk Vera en Svetlana gedemonteerd in de ontvangstschacht bij het station. Voor de bouwput van 296×22 meter werd 129.000 m3 grond verzet. Onder in de put werden 1300 heipalen geslagen als ondersteuning van het station. Voor het station is 2000 ton wapening gebruikt en 48.000 m3 beton gestort. Het station zelf is een enkelgewelfd station op 9 meter diepte en 162 meter lengte. Het 10 meter brede perron, de spoorbakken en tunnelwanden van het station werden gebouwd door SMU INGEOKOM LLC. Het gewelf is 6 meter hoog en is gegoten in 18 segmenten van elk 9 meter. Ten behoeve van het personeel zijn er in het gewelf twee diensttunnels tussen de verdeelhallen, die tevens dienst doen voor het onderhoud van de verlichting. Deze verlichting is in de bolvormige uitsparingen in het gewelf opgehangen aan rails zodat ze voor onderhoud naar de diensttunnel geschoven kunnen worden. 
Het gewelf is ter plaatste gegoten met een mobielbekistingssysteem dat is ontwikkeld door het Russische bekistingsbedrijf STALFORM. De machine bestaat uit een platform met mechanieken voor het heffen en verplaatsen van de bekisting aan de bovenzijde. Het beton wordt boven op de bekisting gestort. Als een segment is uitgehard wordt de bekistingsmachine naar een volgend segment verplaatst en wordt de cyclus herhaald tot het gewelf compleet is. Op 4 januari 2011 werd officieel aangekondigd dat het trio Borisovo, Sjipilovskaja en Zjablikovo in het vierde kwartaal van het jaar zou worden geopend. 

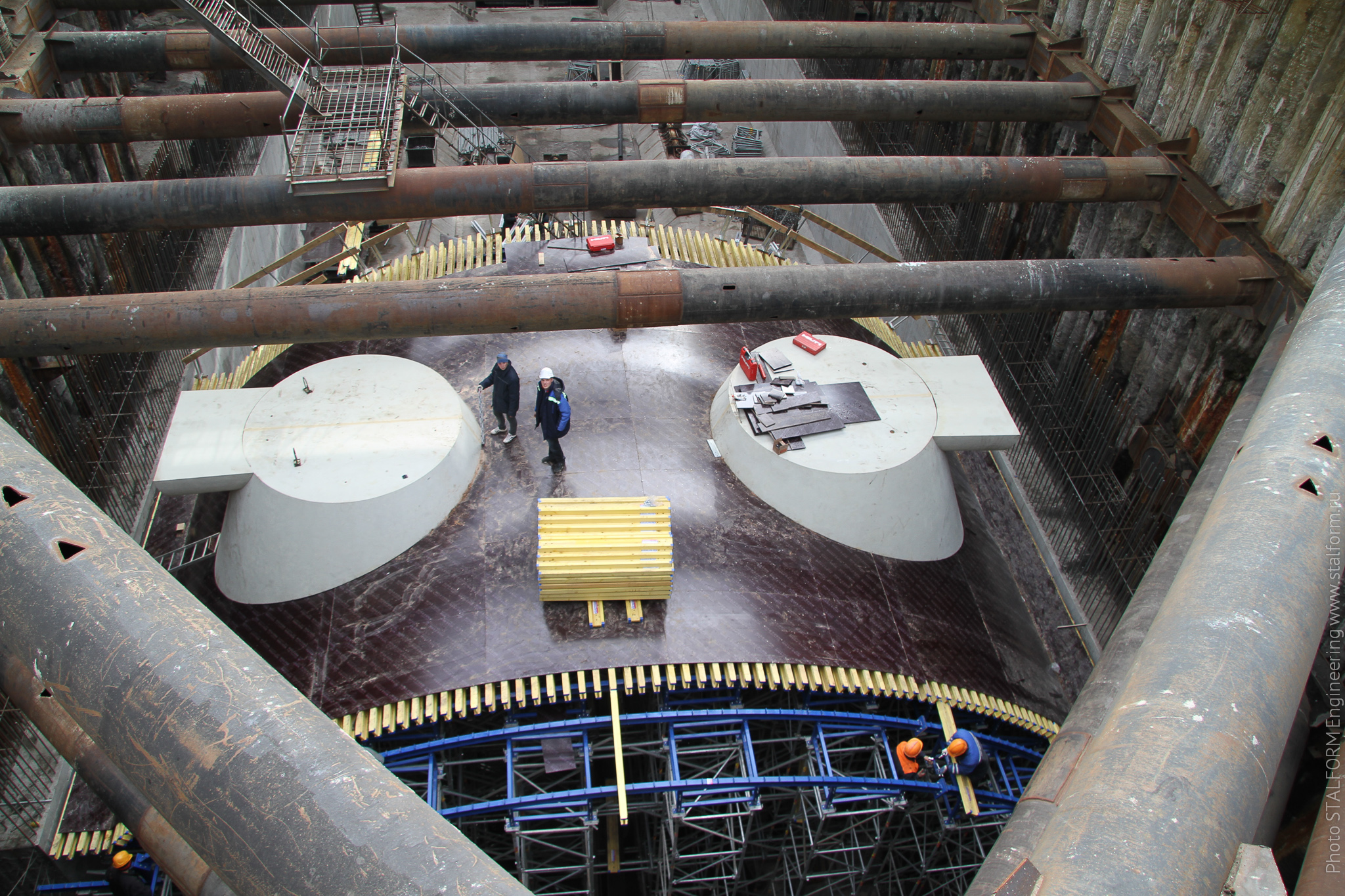
De bekistingsmachine met de gietvormen van het gewelf en de uitsparingen
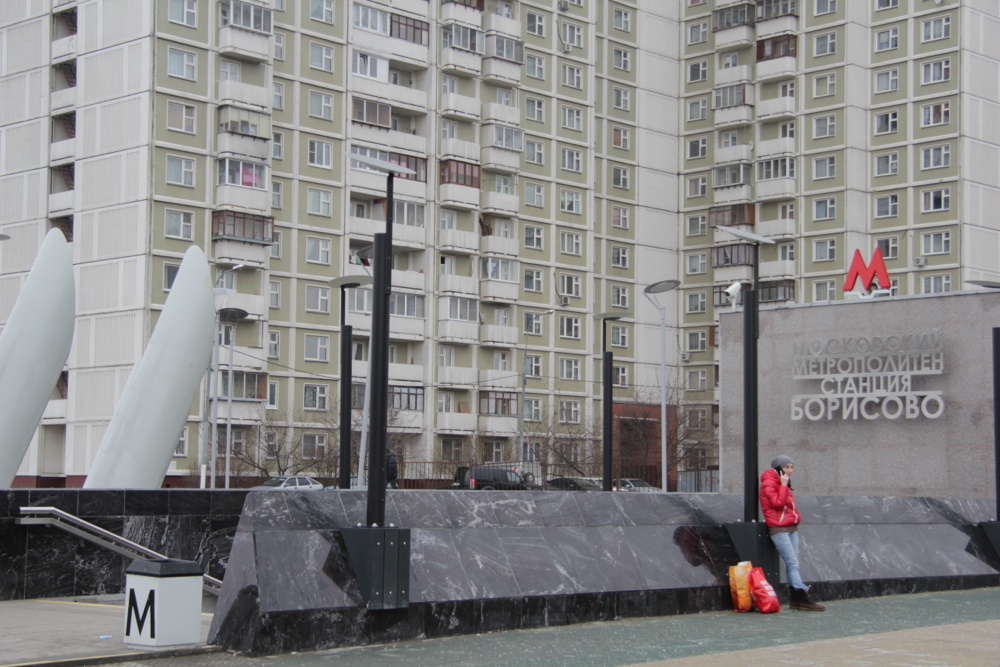
De zuidelijke toegang
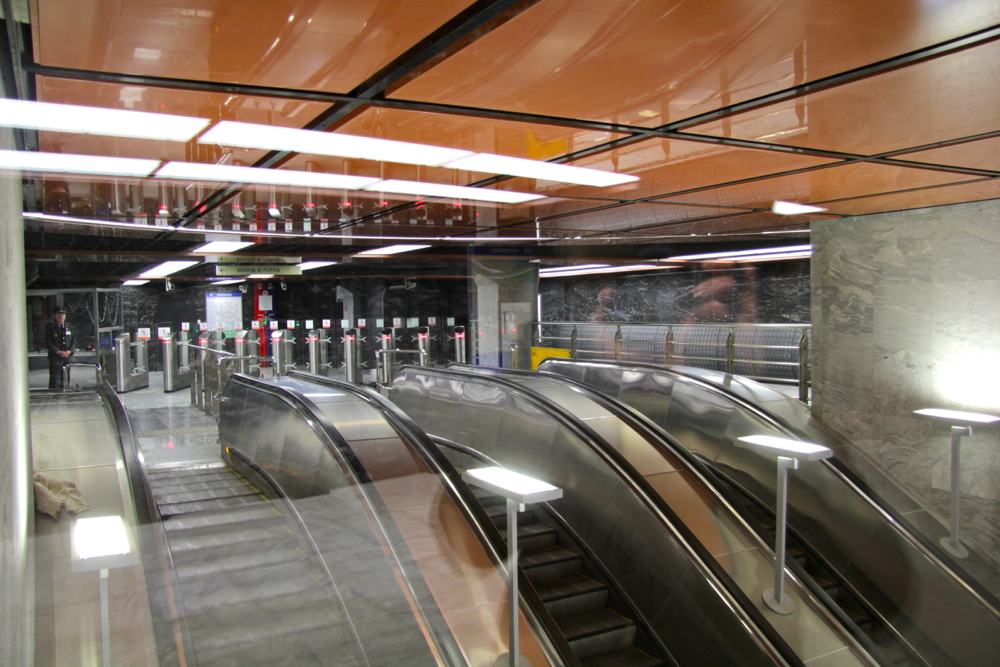
De noordelijke hal

## Ligging en inrichting
Het station ligt in het westelijke deel van het rayon Bratejevo. 900 metere ten westen van het station liggen de Borisovvijvers. De noordelijke verdeelhal bevindt zich ondergronds bij gebouw 3 van complex 14 van daar kan via voetpaden de 350 meter noordelijker gelegen Borisovvijverstraat en de Gordovi-passage ten oosten van complex 14 worden bereikt. De zuidelijke verdeelhal ligt ondergronds tussen de gebouwen 4 van complex 14 en 6 van complex 10 aan de Natasjinskajastraat. De kaartverkoop bevindt zich ook ondergronds en de beide verdeelhallen zijn elk met drie roltrappen met het perron verbonden. Deze roltrappen van het type E25T zijn 12,2 meter lang en voorzien van aluminium leuningen. De noordelijke verdeelhal is tevens voorzien van liften tussen de straat en de verdeelhal en tussen de verdeelhal en het perron. Voor slechtzienden zijn er op de looproute en het perron markeringen aangebracht. Het station werd in 2008 samen met Sjipilovskaja en Zjablikovo ontworpen door architectenbureau metrogiprotrans dat voor het drietal uitging van hetzelfde concept. De kleurstelling van Borisovo is vooral wit en grijs. Kenmerkend voor het station zijn de ronde uitsparingen in het gewelf  ten behoeve van de verlichting die is opgehangen in glazen cilinders. Het betonnen perron heeft een bovenlaag van gepolijst graniet, dat door het glanzende oppervlak het licht optimaal weerkaatst. De glasplaten zijn ook toegepast als  scheidingswanden en voor de bewegwijzering in het station. De tunnelwanden zijn voorzien van verkoperd composiet, dat ook in het plafond en de friesen van de verdeelhal is terug te vinden. 

## Reizigersverkeer
Het station opent 's morgens op even dagen om 5:45 uur en op oneven dagen om 5:50 uur de deuren voor reizigers. Het station sluit om 1:00 uur 's nachts. Tijdens het vuurwerkfestival, dat op twee dagen per jaar plaats heeft is voor de vuurwerkshow de noordelijke verdeelhal alleen voor uitstappers, na afloop alleen voor instappers. Reizigers naar het noorden kunnen op even dagen om 5:53 uur de metro nemen, op oneven dagen door de week is dit 5:44 uur en in het weekeinde om 5:52 uur. In zuidelijke richtig is dit op even dagen door de week om 6:00 uur en 2 minuten later in het weekeinde. Op oneven dagen is dit 5:52 uur respectievelijk 5:45 uur.  

## Lekkage
Enkele weken na de opening verschenen er eind december vlekken rond het staal en verspreidde zich gips rond de naden van het gewelf. In de middelste boog ontstond een scheur. Het metrobedrijf liet weten dat de oorzaak bekend was en de zaak werd gerepareerd. Volgens Pavel Soecharnikov, woordvoerder van het metrobedrijf, was de lekkage veroorzaakt door fouten tijdens de bouw van het station.